# Козаки: Європейські війни
Козаки: Європейські війни (англ. Cossacks: European Wars) — відеогра, історична стратегія в реальному часі, створена українською студією GSC Game World. Присвячена темі війн XVII—XVIII сторіч на території Європи. Одна з перших українських відеоігор, широко відомих за кордоном. Випущена в березні 2001 року, вона має рімейк Козаки 3, що вийшов у 2016.

## Ігровий процес

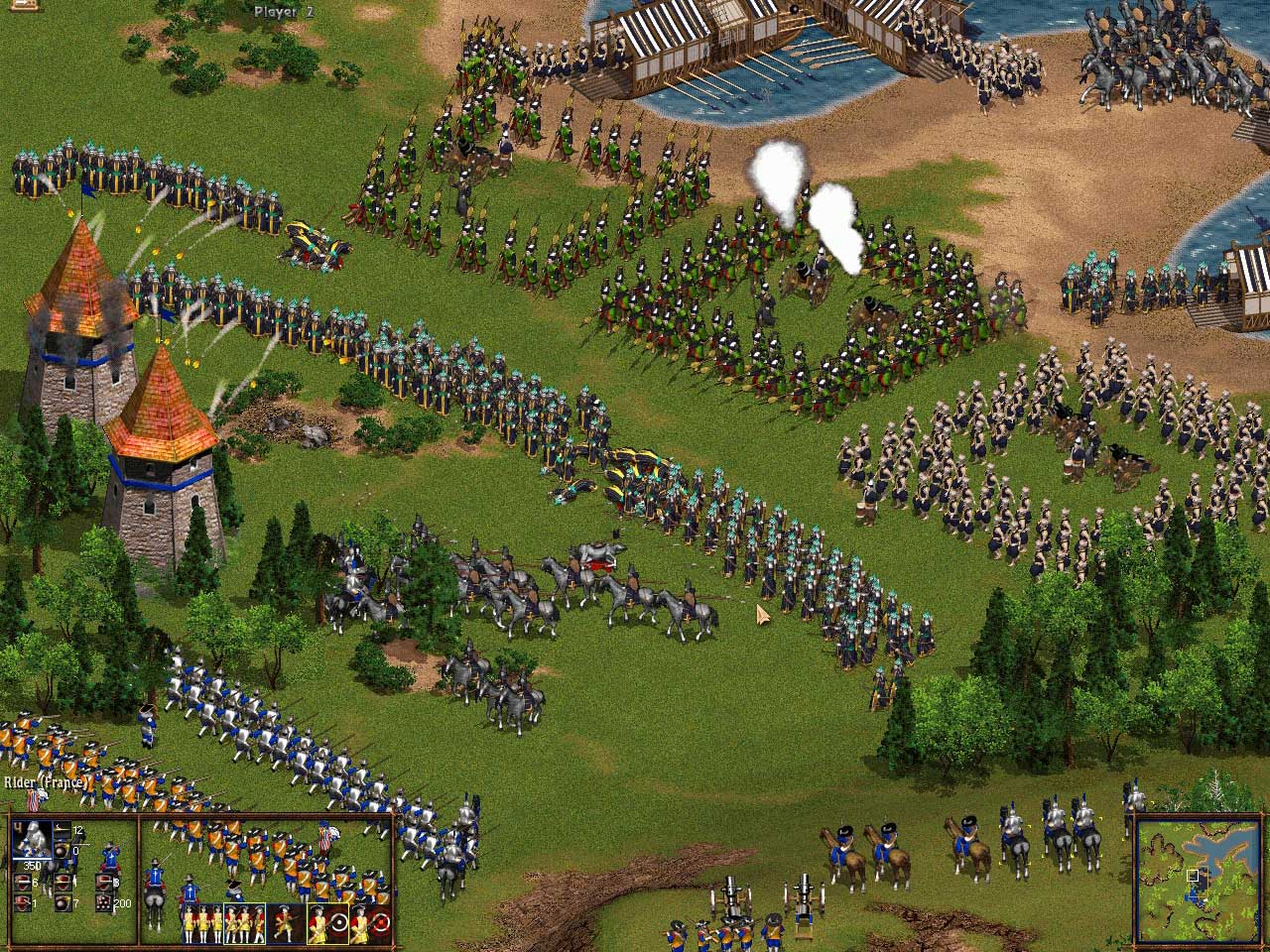
Атака на ворога

### Основи
Козаки: Європейські війни — це історична стратегія в реальному часі, заснована на подіях XVII—XVIII століть у Європі. Гравець керує військами і поселенням для їх підтримки задля знищення ворога чи виконання поставленого сюжетного завдання. На вибір даються 16 націй: Алжир, Австрія, Англія, Венеція, Нідерланди, Туреччина (Османська імперія), П'ємонт, Польща (Річ Посполита), Португалія, Пруссія, Росія, Саксонія, Іспанія, Україна, Швеція, Франція. Також можливо зустріти інші нації в одиночній грі; наприклад, в англійській кампанії слід знищити піратські республіки. Кожна з них має свої риси, особливості економічного й технологічного розвитку, військові переваги й недоліки, унікальні типи ігрових одиниць і технологій, що надає широкий вибір тактичних і стратегічних рішень у війні проти будь-якого ворога. Наприклад, Венеція вирізняється сильним флотом, Австрія має потужну легку й важку кавалерію, українські козаки — найшвидші в грі вершники, а їхні робітники не здаються ворогу і т. д.

Гра орієнтована на мінімальний контроль над кожною окремою бойовою одиницею й локальними ресурсами, натомість більша увага приділена групам бійців. Початковий етап кожної битви полягає в розбудові селища робітниками. В цей час будується міський центр, поля, шахти, казарми, конюшні, артилерійські депо, порт і оборонні вежі. Ліміт військ збільшується побудовою «жител». Для ключових вдосконалень необхідна наявність кузні чи академії. Після цього наймаються основні війська, вирушають в атаку на вороже поселення чи оборону свого. Між тим відбуваються вивчення вдосконалень армії у відповідних спорудах, а також кузні чи академії, та посилення інфраструктури. Основні цілі — формування здорової економіки, розвиток науки, захоплення нових земель, захист кордонів, і війна проти ворога. Гра дозволяє відтворювати битви за участю до 8000 бойових одиниць. Гравець може використати облогу міст, партизанську війну, захоплення командних висот і влаштовувати засідки, висаджувати сухопутні сили на ворожому березі й проводити морські битви. 

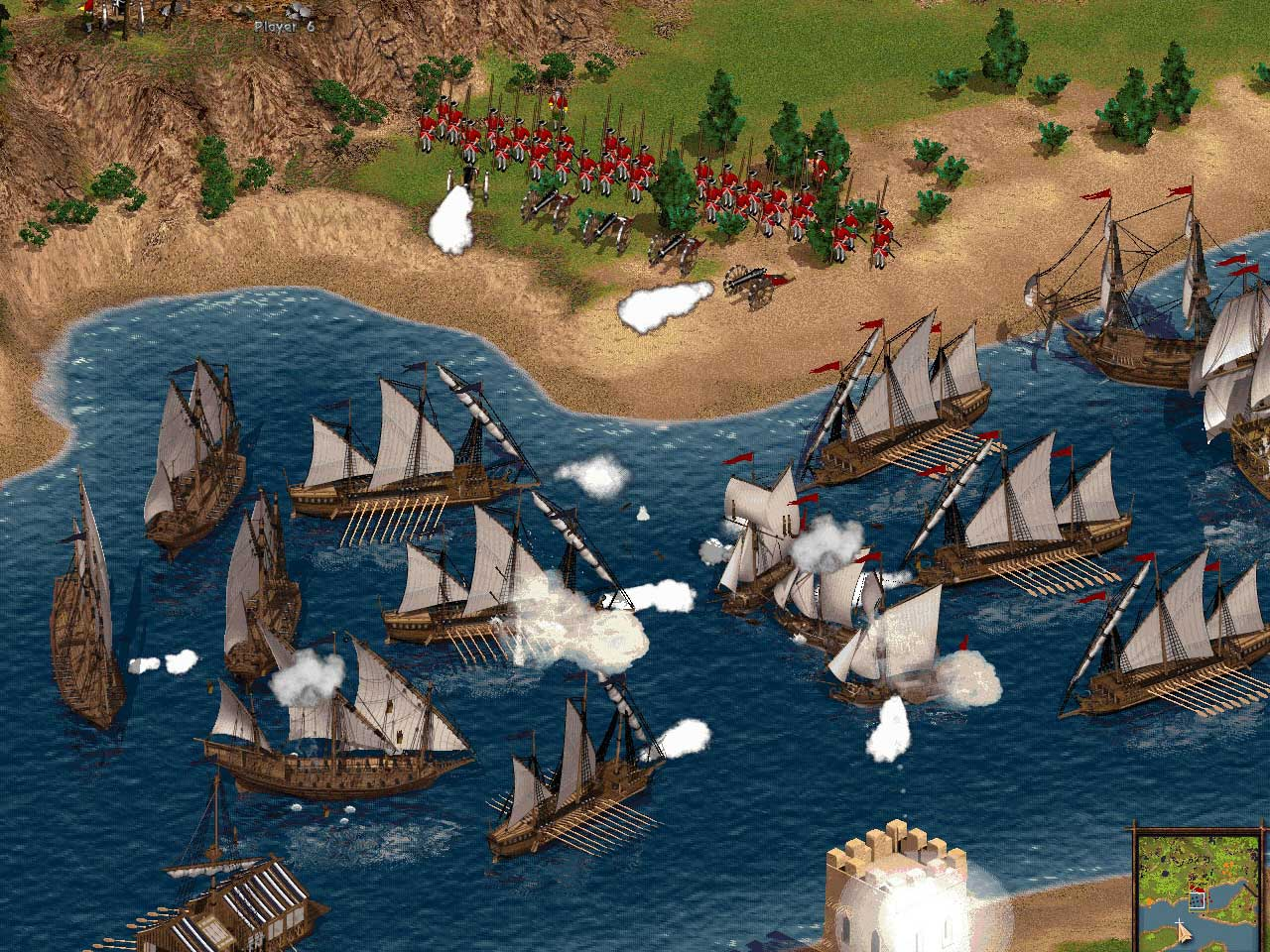
Морський бій

Економіка заснована на використанні шести ресурсів: їжа, дерево, камінь, золото, залізо й вугілля. Дерево добувається вирубкою лісу; їжа збирається на полях чи добувається з моря риболовлею. Камінь добувається з каменоломень, а золото, залізо й вугілля — в шахтах. Золото, залізо й вугілля в шахтах є у необмеженій кількості, і кількість ресурсу, що добувається, пропорційна кількості робітників на шахті. Це дозволяє зменшити час на керування ресурсами й підвищує стратегічну роль родовищ. Гравець може продавати, купувати й обмінювати ресурси на ринку, але ціни можуть змінюватися залежно від попиту і пропозиції. Всі персонажі в Козаках споживають ресурси, деяким військовим силам треба платити золотом, артилерія й стрільці використають залізо й вугілля. Тому недостатньо просто витрачати ресурси на купівлю солдатів, артилерійських систем або кораблів. Необхідно також мати певний економічний потенціал для підтримки боєздатності своєї армії. Недостача ресурсів призведе до голоду й бунтів. Багато споруд і бойових одиниць стають дорожчими в міру зростання їхньої кількості — це дозволяє уникнути ситуації, коли наприклад вся карта захаращена оборонними вежами.
В Козаки: Європейські війни є такі сили: піхота (пікінери, стрільці, гринадери тощо), кавалерія (кінні вершники), артилерія (гармати, гаубиці, мортири) й військово-морський флот (човни і кораблі). Видобуток ресурсів і будівництво здійснюється робітниками, а священики або мулли лікують бійців. Різні нації послуговуються як стандартними військами, так і унікальними власними. Таким чином, кожний гравець у рамках однієї нації має всі можливості для ведення сухопутної або морської війни. У той же час бойові сили кожної країни унікальні в деяких особливостях, здатностях і спорядженні. Бойові одиниці можуть існувати в таких військових формуваннях: колона, шеренга або каре. Формування включає офіцера й барабанщика, і можливості солдатів у групі зростають.
Однією з особливостей гри є вибіркова вразливість одних одиниць до інших. Так, кам'яна стіна може бути зруйнована тільки артилерією або гренадерами. Ще одна особливість — можливість захоплювати незахищених селян, артилерію й деякі споруди. Це дає широкі можливості для ведення партизанської війни, враховуючи, що, захопивши селян ворога, гравець може побудувати споруди (а потім і замовити бойові одиниці) ворожого типу.
Система вдосконалень у грі, що складається з 300 винаходів, розділяється на два часових періоди — XVII століття й XVIII століття. Винаходи дозволяють переходити від кількісних характеристик до якісних і отримувати нові унікальні можливості, бойові одиниці й споруди. Розвиток науки дозволяє підвищити ефективність добування ресурсів, покращити характеристики ігрових одиниць, збільшити потужність стрілянини й дальність вогню, поліпшити радіус обстрілу для сторожових веж і міцність будов. Також винаходи дозволяють будувати бойові кораблі, багатостволові гармати і т. д. Одним з незвичайних винаходів є аеронавтика. Після її відкриття дається можливість запустити повітряну кулю й побачити всю карту.

### Нації

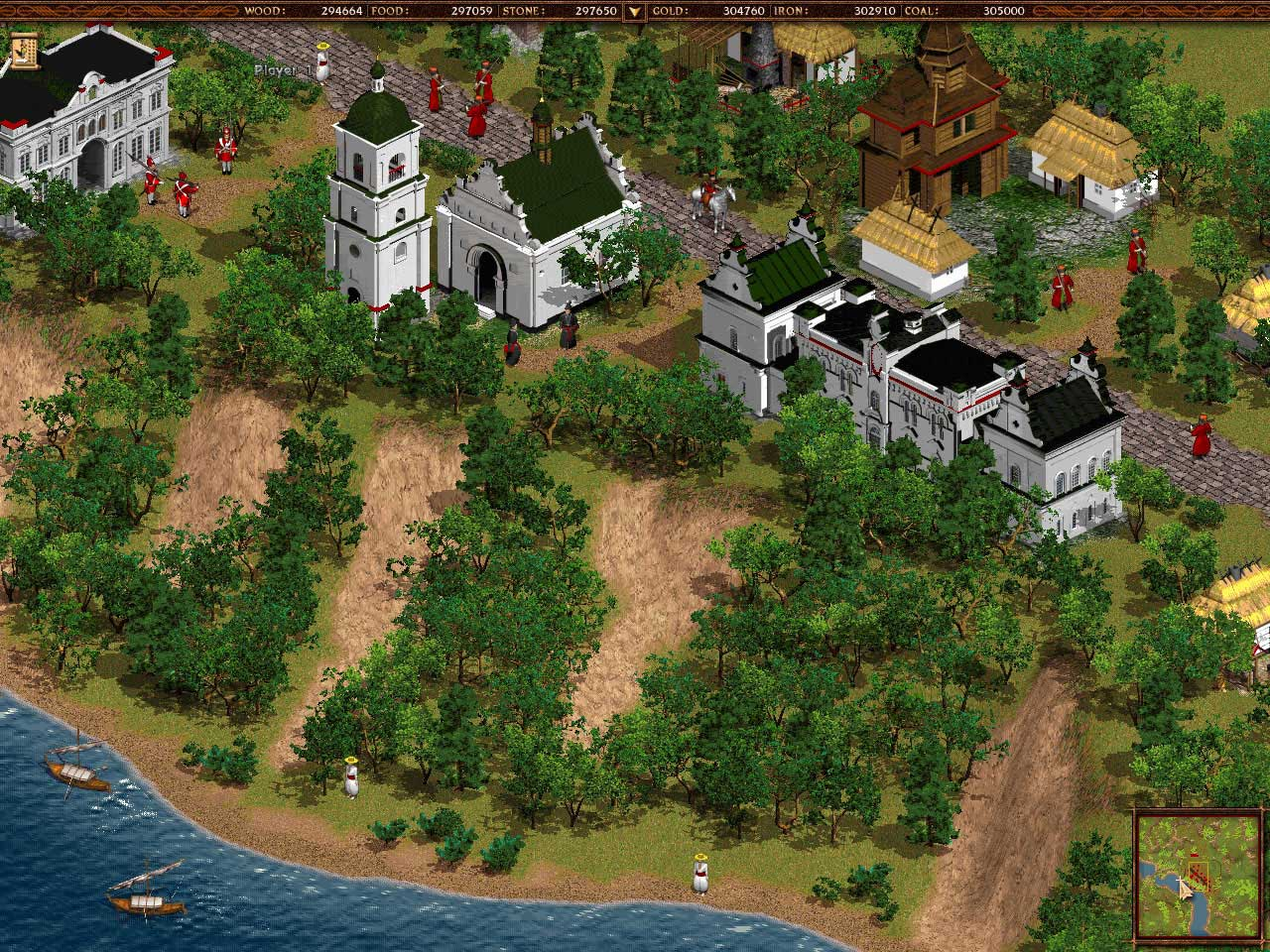
Україна в грі

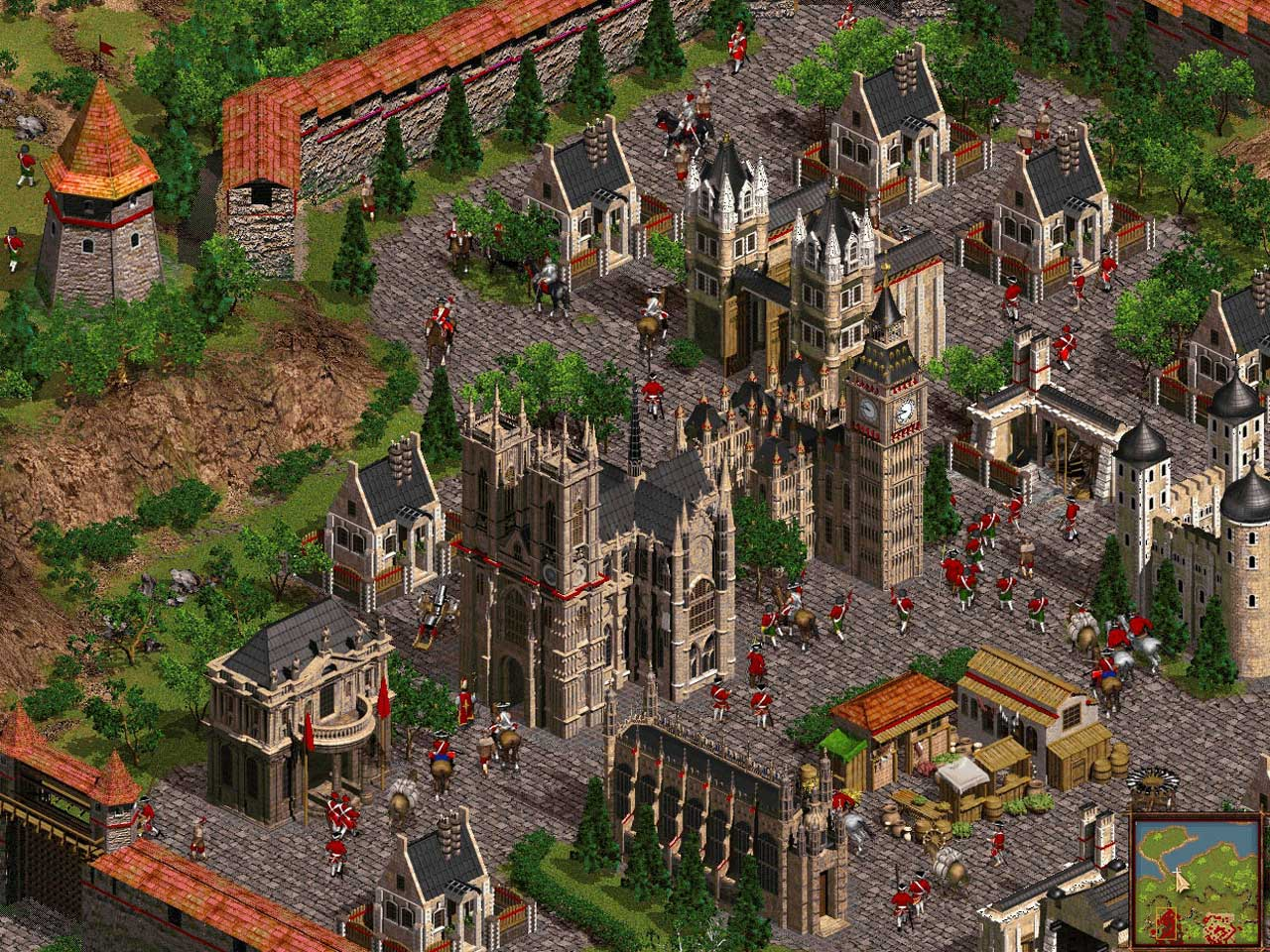
Англія в грі

- Австрія — має у війську мечника рундашира і кавалериста кроата. Рундашир швидко замовляється і володіє значним захистом від картечі й вогню багатоствольних гармат. Кроат — сильний легкий кавалерист. У XVIII столітті Австрія відкриває пандура — сильного стрільця без багнета.
- Алжир — вирізняється лучником і легким піхотинцем, що дешеві в наймі, але мають малий запас здоров'я. Лучник крім того наділений великою силою пострілу. У стайні доступний мамлюк — вершник, що має великий запас здоров'я. Нація не має переходу в XVIII століття.
- Англія — має сильних шотландських стрільців, однак не здатних до ближнього бою. Також у Англії наявний аналог барабанщика XVIII століття — волинкар, який відрізняється дешевизною та своєю музикою.
- Венеція — у порту може будувати галеас — поліпшену версію галери. Також у Венеції найдешевший перехід у XVIII століття.
- Нідерланди — голландський мушкетер XVII століття дещо слабший за інших стрільців, що компенсується найвищою скорострільністю.
- Іспанія — мушкетери XVII століття захищені кірасами, що робить їх стійкими проти багатоствольних гармат.
- Польща — польські пікінери наймаються швидше, ніж у решти країн, хоча вони — найслабші у грі. У стайні в XVII столітті наймається легкий рейтар, який швидко замовляється, але має малий запас здоров'я. Також у стайні доступний крилатий гусар, який поєднує захист у вигляді кіраси, і в той же час зберігає швидкість гусара.
- Португалія — португальський порт може стріляти ядрами, як бойова вежа, і його можна вдосконалювати для підвищення скрострільності.
- Пруссія — володіє сильними мушкетерами і швидкими в наймі гусарами.

- П'ємонт — у цієї нації найдієвіші священики.
- Росія — вирізняється дешевими казармами XVII століття, для побудови яких не потрібне золото. Російський барак, утім, надає найменше житла. Російський пікінер XVII століття — найсильніший у грі. У стайні доступний донський козак, один з найдешевіших юнітів зі значною силою удару. Російський витязь — найсильніший кінний юніт XVII століття після українського гетьмана.
- Саксонія — саксонський мушкетер XVII століття має велику силу пострілу, проте довго наймається. Гренадер Саксонії володіє найвищою скорострільністю. Також у Саксонії є гвардійський кавалерист — важка кавалерія з дуже високим захистом.
- Туреччина — не має лучників, проте є стрілець — яничар. Туркам доступний дешевий татарин — єдиний у грі лучник на коні. У середній грі Туреччина за рахунок великої чисельності татар має перевагу. Туреччина не має броньованих юнітів, зате вдосконалення коштують менше, аніж у інших націй. Туреччині замість фрегатів доступні шебеки. Нація не має переходу в XVIII століття.
- Україна — українські селяни здатні атакувати ворогів і не можуть бути захоплені, якщо тільки не перебувають у шахті. Українці не можуть будувати кам'яні стіни, а з військового флоту мають тільки галери. Ця нація не має пікінерів і броньованих воїнів, тому вразлива до кавалерії. Але стрілець — сердюк — має найбільшу силу пострілу серед усіх юнітів XVII століття. Січовий козак — один з найшвидших кавалерійських юнітів у грі. Також доступний реєстровий козак. Найсильніший і найдорожчий юніт — гетьман, який додатково суттєво вдосконалює силу і стійкість. Нація не має переходу в XVIII століття, але їй відразу ж доступна повітряна куля, що відкриває огляд на карту.
- Швеція — шведський рейтар дорогий і порівняно слабкий, але це компенсується сильними пікінерами XVIII століття.
- Франція — королівський мушкетер довго наймається, зате має велику силу пострілу та здатний стріляти з близьких дистанцій. У XVIII столітті французи можуть найняти сильного стрільця єгеря. Також є оригінальний драгун XVIII століття: у нього мала сила пострілу і дороге утримання, зате швидке виробництво.

### Режими
- Одиночна гра — містить у собі кампанії, одиночні місії й режим битви на випадковій карті. Кампанії поєднують низку битв за обрану націю, поєднаних єдиною історією. Одиночні місії пропонують єдину битву за наперед визначеними умовами. В битві на випадковій карті гравець сам обирає націю, противника, керованого комп'ютером, і стартові умови (ландшафт, початкові ресурси тощо). Мета може варіюватися від звичайного розвитку (побудова свого міста, захист і зміцнення, добування природних ресурсів, розширення території, формування армії й ліній фронту й т. д.) до виконання місії з обмеженими силами.
- Режим змагання кількох гравців підтримує до 8 гравців через модем, локальну мережу або Інтернет, доступні режими випадкової карти й історичних битв. Серед пропонованих сценаріїв є історичні битви. Вони відтворені до дрібних деталей, таких як ландшафт і карта; розташування загонів ворогів, їхній склад, структура й навіть кількість точно відповідають історичним даним. У цьому режимі гравець повинен дотримуватись обраної стратегії, провести битву й підтвердити або спростувати її історичний результат.

### Історичні підґрунтя
У грі представлено понад 85 широкомасштабних воєн і боїв XVI–XVIII століть для одного й кількох гравців. Найбільше заслуговують на увагу: Тридцятирічна війна (1618—1648), Англійська Революція, Англійські й Голландські Війни, війна за престол Іспанії, Північна Війна, війна за престол Австрії, Семирічна війна, війна за незалежність України (1648—1657), морські війни проти піратів і т. д.
Козаки: Європейські війни містить багато історичної інформації, повна ліцензійна версія включає всеосяжну енциклопедію, присвячену війнам, боям, націям, технологіям, арміям і типам бойових одиниць, які використовувалися в Європі в XVII–XVIII століттях.

## Технічні особливості
Ландшафт у Козаки: Європейські війни є повністю тривимірним, що є важливим елементом стратегічного планування. Наприклад, захоплення командної висоти надає переваги в стрільбі, а в ущелинах можна влаштовувати засідки. Люди піднімаються в гору повільніше, з висоти бачать і стріляють далі. На гористій місцевості стрілянина з гармати ефективніша через віддачу, чого немає на рівнині. Артилерійська й вогнепальна зброя мають такі характеристики, як розкид дробу, імовірність ураження ворога з одного пострілу й т. д. Туман війни згущається після проходу людини.
У той же час гра використовує спрайтову графіку військ і споруд, що дозволяє одержувати картинки з безліччю деталей. Загальновизнані недоліки такої графіки (тремтіння при анімації й нереальний ландшафт) вдалося перебороти за допомогою нового алгоритму графічного стиснення. Цей алгоритм дозволяє використовувати безліч заздалегідь розрахованих анімованих рухів для кожного персонажа в 64 напрямках (256 для кораблів), тому рухи й повороти виглядають плавними. Елементи тла також анімовані: на спорудах колихається прапор, пшениця гойдається під вітром, крила вітряного млина обертаються, по морській поверхні йдуть хвилі, потоки обмивають берега.
У цій грі використаються такі спеціальні ефекти як дим, вибухи, туман, горіння споруд, хмари пилу, хвилі й блискавки, кола на воді від кораблів, бризи й брижі у воді від гармат і осколків і т. д.

## Історія створення
Задум створити гру Козаки з'явився в 1997 році, коли вийшла Age of Empires, розробляти гру почали в 1998 році. 17-18 століття були вибрані тому, що найімовірніше для продовження Age of Empires було б вибране середньовіччя і Козаки вийшли б її логічним продовженням, а не конкурентом. Спочатку в Козаках мало бути протистояння України і Росії, а всього націй мало бути 4: українці, росіяни, європейці і османи. Продаватись гра мала на вітчизняному ринку. Після виставки MILIA в Канах, де демоверсія Козаків отримала хороші відгуки від авторитетних людей, пов'язаних з створенням і видавництвом відеоігор, було ухвалено рішення збільшити кількість націй до 16 і видавати гру по всьому світі. Для того, щоб можна було відтворювати на карті тисячі юнітів, був вибраний 2D варіант графіки.
Кількість людей, які розробляли гру збільшилася з 4 - Григорович, Шпагін, Зенін,  та людини що консультувала історичні моменти у 1998 році до 12 у 2000 році, коли проєкт вийшов на фінішну пряму. На різних етапах до роботи підключались автори карт і тестери. В березні 2001 року Козаки: Європейські війни з'явились на полицях магазинів.

## Оцінки й відгуки
| Агрегатор    | Оцінка |
| ------------ | ------ |
| GameRankings | 77,17% |
| Metacritic   | 74/100 |

| Видання   | Оцінка |
| --------- | ------ |
| Eurogamer | 8/10   |
| GameSpot  | 7.1/10 |
| IGN       | 7.5/10 |

Cossacks: European Wars зібрала середньо-високі оцінки, отримавши на агрегаторі Metacritic 74 бали зі 100 і на GameRankings 77,17 %.
Сайт IGN відзначили приємний продуманий дизайн гри, велику кількість довідкового матеріалу, якісне навчання у грі, графіку та сам ігровий процес. Зауважувалася більша цікавість битв, аніж економічної складової. Підсумкова оцінка склала 7,5/10 з висновком, що Cossacks: European Wars має високі шанси стати класичною історичною RTS.
Від Eurogamer гра отримала 8/10, високо було оцінено масштабність боїв, можливість шикувань військ, вагомий вплив ландшафту, відмінність різних протиборчих сторін. Критикувалися ж складність кампаній, проблеми зі стабільністю Інтернет-з'єднання при багатокористувацькій грі.
Gamespy дали грі 78/100, похваливши якісну графіку, стабільність роботи, вдале застосування принципів класичних RTS. Негативними аспектами визначалася відсутність інновацій, заскриптованість подій у кампаніях, необхідність високої (на той час) роздільності екрана.
Польський ресурс Gry-online назвав Cossacks: European Wars оригінальною грою зі свіжими ідеями, що вирізняється своєю графікою і фабулою.
Cossacks: European Wars у 2001 році здобула «Срібло» за кількістю продажів від ELSPA (Entertainment and Leisure Software Publishers Association), продавшись накладом у понад 100000 копій у Великій Британії. Від German VUD (Verband der Unterhaltungssoftware Deutschland — Entertainment Software Association Germany) вона отримала за таку ж кількість проданих копій «Золото». Станом на 2005 рік, коли вийшло продовження, було продано понад 2,5 млн копій Cossacks: European Wars, враховуючи доповнення.

## Доповнення
- Козаки: Останній довід королів (листопад 2001 року)
- Козаки: Знову війна (жовтень 2002 року)

## Продовження
- Козаки 2: Наполеонівські війни (квітень 2005 року)
- Козаки 2: Битва за Європу (червень 2006 року)
- Козаки 3 (вересень 2016)